# Gorch Fock (1958)

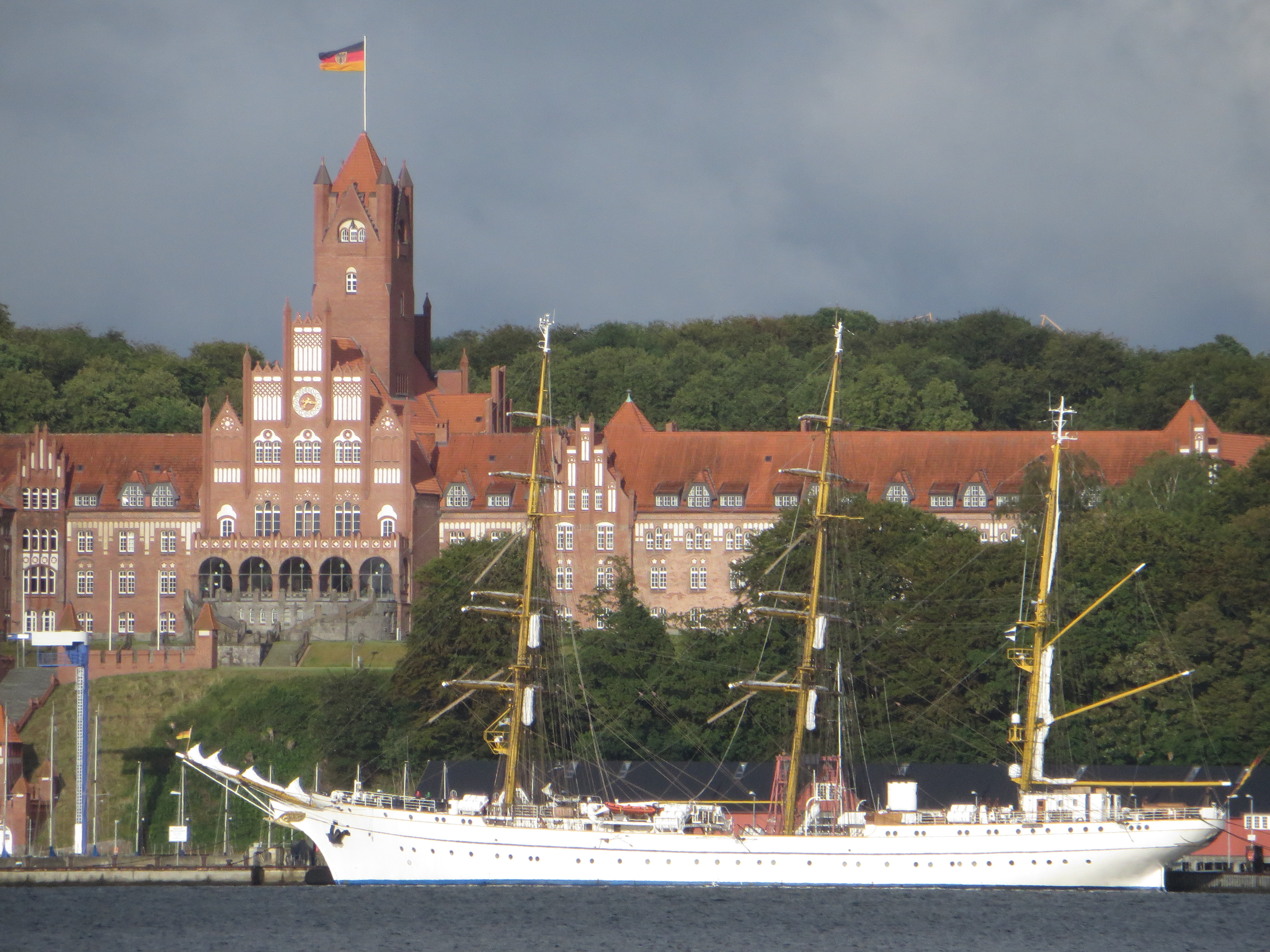
El Gorch Fock en frente de la Academia Naval Mürwik.

El Gorch Fock (también: Gorch Fock II.) es un buque escuela de la marina de Alemania. Fue construido en 1958. El sucesor del buque es la Gorch Fock (1933). El puerto de matrícula es la ciudad de Kiel. El comando de puerto es Flensburgo-Mürwik con la Academia Naval Mürwik (alemán: Marineschule Mürwik).
- Datos: Q777321
- Multimedia: IMO 5133644 / Q777321